# Isochariesthes undulatovittata
Isochariesthes undulatovittata là một loài bọ cánh cứng trong họ Cerambycidae.